# 波托察里公墓
波托察里公墓是波士尼亞雪布尼查波托察里的公墓與紀念地，紀念1995年7月雪布尼查大屠殺的罹難者，位於事發前難民集中的荷蘭聯合國維和部隊基地對面。雪布尼查大屠殺中至少有8,372人遇難，其中多數為男性波士尼亞克人（穆斯林），他們的遺體被棄置在附近的墳塚中，並遭推土機多次破壞、與其他墳塚混雜以湮滅證據。截至2017年5月已有6,938名遇難者的遺骨經基因檢測被鑑別；截至2020年7月已有6,643人下葬。
墓園有一整面大理石牆紀錄大屠殺中的所有遇難者姓名，另有一紀念碑刻有「8372」，即大屠殺中遇難與失蹤者的人數。對面的聯合國維和部隊基地則改建為博物館，播放紀錄片並展示大屠殺遇難者的遺物與相片。

## 歷史
2000年10月，國際社會駐波赫高級代表沃爾夫岡·佩特里奇宣布波托察里將設立雪布尼查屠殺的公墓與紀念地。2003年3月31日第一批600名遇難者的骨灰在墓園中下葬，隨後每年7月11日（大屠殺的週年日）都有更多遇難者遺骨被鑑定後下葬。
波托察里公墓耗資580萬美元建造，資金大多來自私人與各國政府捐助，美國政府即捐款100萬美元。2003年9月20日園區由美國前總統比爾·柯林頓（波士尼亞戰爭期間的美國總統、岱頓協定簽署者）揭幕。
波托察里公墓位處塞族共和國境內，附近村落的塞族人許多不承認波士尼亞屠殺，並發起反制的抗議行動。2005年7月5日大屠殺十週年前夕，警方發現墓園中被安置了炸彈。2007年7月12日（大屠殺十二週年的後一日），一群穿著切特尼克制服、別有執行屠殺的軍事單位標誌的塞族人在雪布尼查街道上遊行。

## 圖集

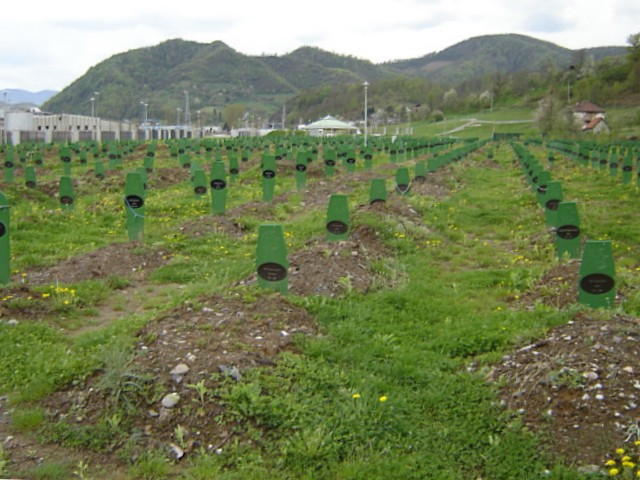
公墓一景（2005年）
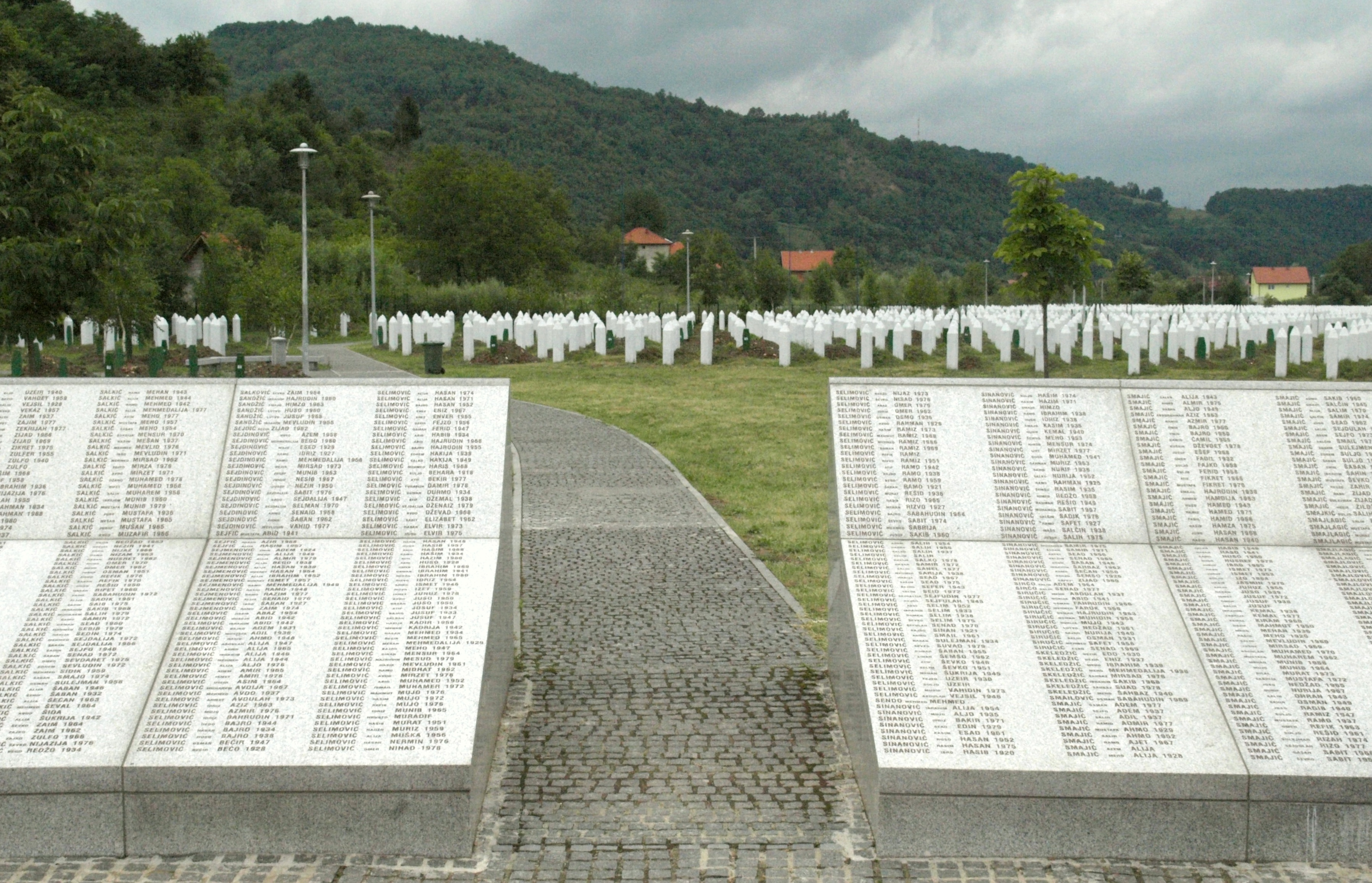
公墓一景（2008年）
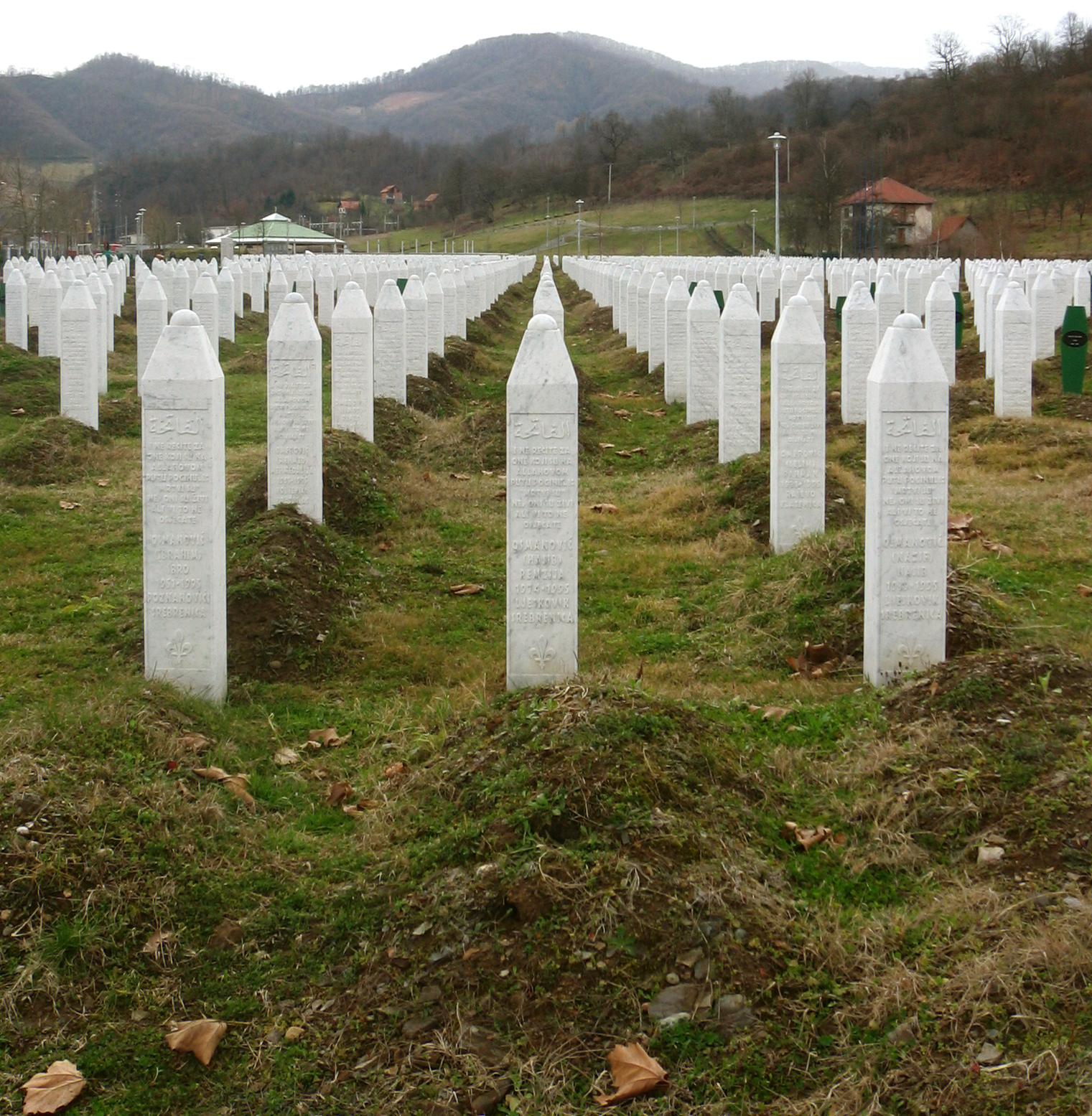
公墓一景（2009年）
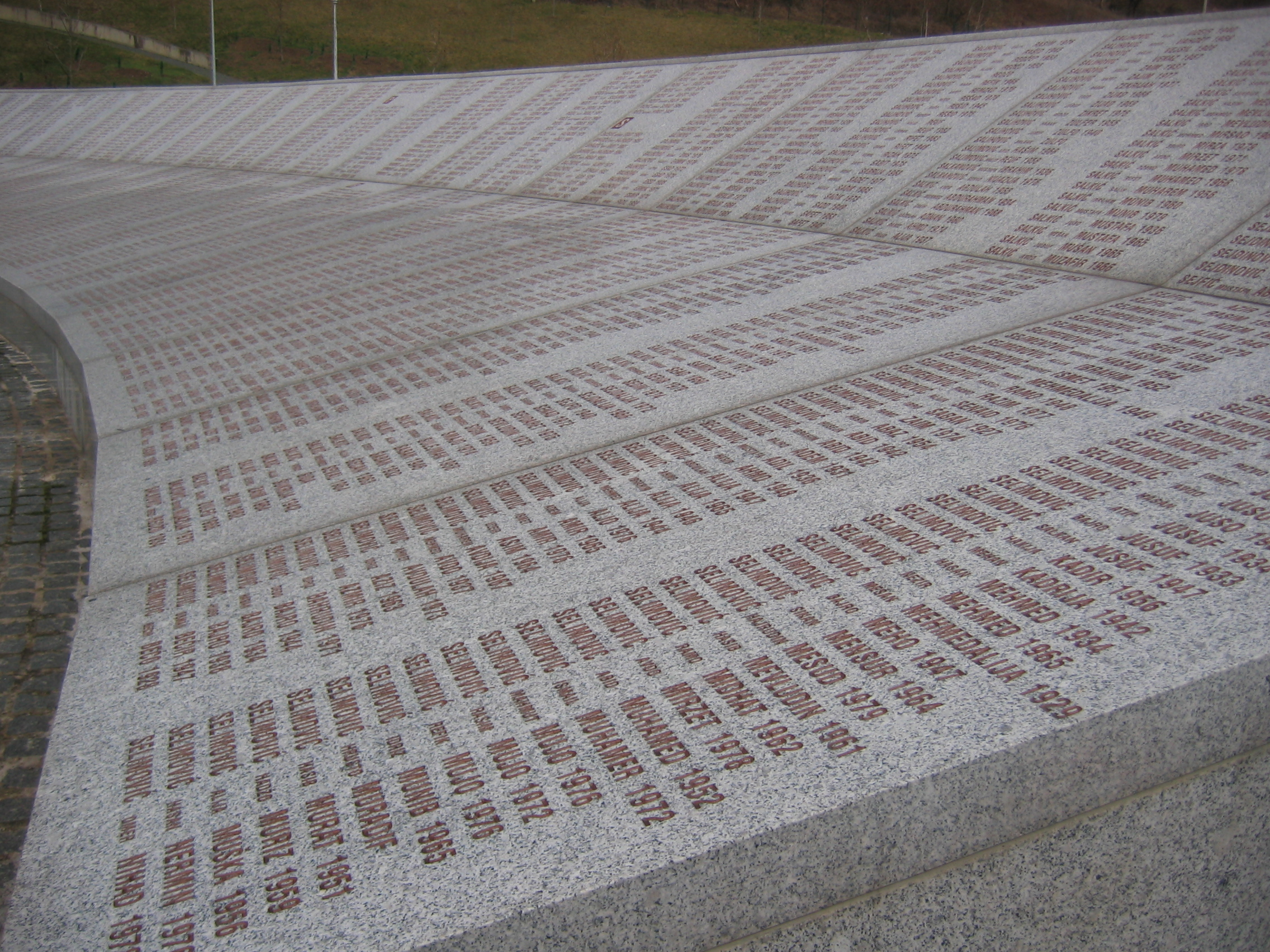
紀錄遇難者姓名的大理石牆
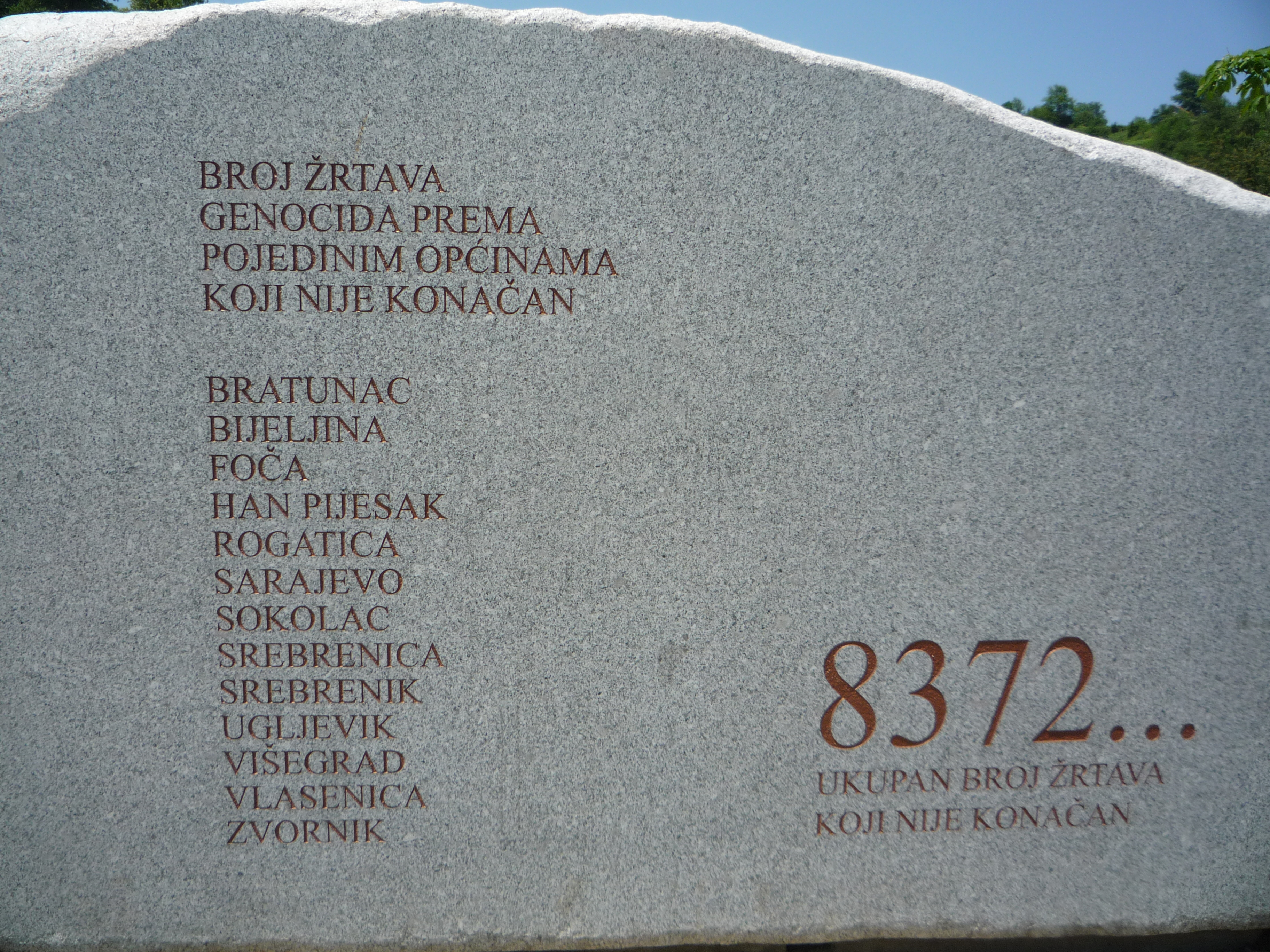
記有遇難人數的紀念碑

## 外部連結
- Memorial Center （波斯尼亞語、英語、法語、德語、匈牙利語、義大利語、挪威語、西班牙語、瑞典語和土耳其語）
- Srebrenica360.com （页面存档备份，存于） （波斯尼亞語、英語、土耳其語和阿拉伯語）
- Partial list of child victims of the Srebrenica massacre （页面存档备份，存于）